# Strangers in Paradise
Pour les articles homonymes, voir Stranger in Paradise et Strangers.
Strangers in Paradise (parfois abrégé en SiP) est une série de comic book américaine écrite et dessinée par Terry Moore. Cette série en noir et blanc place son action dans un univers moderne et réel. Son créateur Terry Moore l’a commencée en 1993 et l’a menée jusqu’à son terme en 2007.
Strangers in Paradise se définit comme un soap opera comics et prend donc le parti de voir évoluer ses personnages, parfois dans des directions inattendues, au fur et à mesure des épisodes. Elle occupe une place particulière dans les comics car c’est l’une des rares séries qui a su trouver un large public féminin.
SiP a remporté le Will Eisner Award de la meilleure histoire publiée sous forme de feuilleton (Best Serialized Story) en 1996.

## Description

### Présentation
L'histoire de Strangers in Paradise tourne principalement autour du triangle amoureux entre les trois protagonistes de la série : Katina Choovanski, dite Katchoo, Francine Peters et David Qin.
Katchoo est une femme brillante et forte mais qui s'emporte facilement, elle est ouvertement amoureuse de Francine et est ainsi particulièrement douce et protectrice à son égard. Elle cache à Francine son passé sombre qui est petit à petit révélé au fil de l'histoire : violée par son beau-père lors de son adolescence, elle fugue de chez-elle pour être récupérée par une puissante organisation mafieuse dirigée par une femme nommée Darcy Parker, les Parker Girls. Elle travaille alors pour l'organisation en tant qu'agente et prostituée, et devient l'amante de Darcy. Elle finit par s'échapper de l'organisation en dérobant une grosse somme d'argent et depuis essaie de vivre cachée de l'organisation, mais son passé va la rattraper.
Francine est une femme simple et adorable qui a été élevée dans une famille traditionnelle. Si elle aime Katchoo, elle ne parvient pas à définir correctement les sentiments qu'elle lui porte. Profondément imparfaite, elle enchaîne alors les relations avec des hommes qui se terminent toutes mal. Elle ne parvient pas à garder le contrôle de sa vie et est constamment en proie aux doutes. Seule Katchoo parvient à lui procurer de stabilité et lui permet de s'affirmer.
David, né Yōsaka Takahashi, est un étudiant en art à la personnalité douce et tendre, il est éperdument amoureux de Katchoo. Mais son passé est aussi trouble que celui de Katina : il est le demi-frère de Darcy Parker. Il devient chrétien et adopte le nom de David Qin après avoir tué un garçon de 15 ans.
La bande dessinée adopte ainsi plusieurs registres en plus de l'amour : la comédie, le crime et le drame,. L'histoire est quant à elle rythmée par les hauts et les bas émotionnels de Francine avec plusieurs sauts dans le temps.
En plus des trois protagonistes, plusieurs personnages secondaires sont développés et adoptent une personnalité et un rôle distincts, comme Casey Femur, l'épouse d'un ex de Francine qui apporte de la lumière au récit ; Emma, prostituée et amie de Katchoo à l'époque des Parker Girls qui meurt du SIDA, elle permet de mettre en lumière les fragilités de Katchoo ; Tambi Baker, garde du corps de Darcy Parker qui porte l'aspect criminel de l'histoire ; ou encore Molly Lane, une meurtrière qui apporte des éléments gothiques à l'histoire,.

### Résumé de l’histoire
La bande dessinée est divisée en trois parties de longueur variable.
La première partie est courte et adopte un ton humoristique, elle introduit les trois protagonistes et la dynamique qui les relie. Si l'histoire est auto-suffisante, elle laisse quelques indices sur le passé des personnages.
La seconde partie développe l'intrigue criminelle de la série où Katchoo et David se font rattrapés par Darcy Parker. Elle permet aussi l'introduction de plusieurs personnages secondaires, avec Casey, Tambi et Emma. Cette partie se conclut par la mort de Darcy avec les trois protagonistes qui arrivent à atteindre un semblant de stabilité dans leur relation.
La troisième partie est la plus longue. Elle offre la conclusion au triangle amoureux tandis que l'ombre des survivantes des Parker Girls plane sur les protagonistes. Francine épouse un homme nommé Brad Silver, son mariage se délite petit à petit et elle fait une fausse couche, tandis que David développe une tumeur du cerveau incurable. C'est aussi dans cette partie qu'est introduite l'histoire de Molly Lane. La mort de David rassemble finalement Katchoo et Francine, qui décident enfin à vivre ensemble, toutes les deux enceintes, de David pour Katchoo et de Brad pour Francine.

## Publications

### Publications aux États-Unis
- Strangers in Paradise vol.1 #1-3 (Antarctic Press, 1993)
- Strangers in Paradise vol.2 #1-13 (Abstract Studio)
- Strangers in Paradise vol.3 #1-90 (Image Comics et Abstract Studio)

### Publications en France
- Le Téméraire
  1. La Revanche de Katchoo (1999)
  2. Je rêve de toi (1999)
  3. Comme les larmes d’une étoile (1999)

- Bulle Dog
  1. Mon Étoile, ma destinée
  2. Un Murmure dans le vent
  3. La Reine des cœurs
  4. Love me tender (2002)
  5. Ennemies intimes (2002)
  6. Passé, futur (2003)
  7. Sanctuaire (2003)

- Kymera
  1. Je rêve que tu m’aimes (2006)
  2. Les Échos du passé (2006)
  3. La Belle Vie (2009)
  4. Love me Tender (2010)
  5. Ennemies intimes (2011)
  6. Les années lycée (2011)
  7. Sanctuaire (2011)
  8. Mon autre vie (2005)
  9. La Rage au ventre (2005)
  10. Tropique du désir (2006)
  11. Le Meilleur des mondes (2007)
  12. Le Cœur sur la main (2008)
  13. Fleur et Flamme (2009)
  14. L’Histoire de David (2010)
  15. Futur immédiat (2011)
  16. Tatoo (2012)
  17. Amour et mensonges  (2012)
  18. À tout jamais (2013)

## À propos de l’édition française
Kymera est le troisième éditeur de cette série, et a réédité les premiers tomes parallèlement aux sorties des nouveautés.
La série est maintenant disponible chez cet éditeur sans interruption dans sa numérotation.
Delcourt est le quatrième et actuel éditeur de cette série.